# Black Out (film, 1970)
Pour les articles homonymes, voir Blackout.
Pour plus de détails, voir Fiche technique et Distribution.
Black Out est un film suisse réalisé par Jean-Louis Roy et sorti en 1971.

## Fiche technique
- Titre : Black Out
- Réalisation : Jean-Louis Roy
- Scénario : Patricia Moraz et Jean-Louis Roy
- Dialogues : Louis Gaulis
- Photographie : Roger Bimpage
- Décors : Gérald Ducimetière
- Son : Luc Perini
- Montage : Françoise Gentet
- Musique : Alphonse Roy
- Production : Condor Films - Groupe 5 - Panora Films - Télévision suisse romande
- Pays :  Suisse
- Durée : 92 minutes
- Date de sortie : France - 1971

## Distribution
- Marcel Merminod : Émile Blummer
- Lucie Avenay : Élise Blummer
- Marcel Imhoff : le pasteur
- Georges Wod : le capitaine Schnertz
- Robert Bachofner : le petit garçon
- Michel Breton : le vendeur

## Sélection
- Festival de Berlin 1970[1]
- Festival international du film fantastique de Neuchâtel 2010